# Joel McCrea
Joel Albert McCrea (Pasadena, 5 novembre 1905 – Los Angeles, 20 ottobre 1990) è stato un attore statunitense.
Alto 191 cm, bello e dotato di un naturale magnetismo, i suoi occhi azzurri risaltarono tardi con l'avvento del colore ma furono essenziali per interpretare commedie e drammi romantici. Fu protagonista di svariati western.

## Biografia
Nato praticamente a Hollywood, McCrea sviluppò presto un'attrazione per il cinema. Dopo aver studiato recitazione al Pomona College, lavorò inizialmente come comparsa e stuntman durante il periodo del cinema muto per divenire protagonista, a soli 24 anni, in The Jazz Age (1929). La sua prestanza fisica faceva colpo sulle donne; la celebre scrittrice Anita Loos raccontò in un reportage di essere quasi svenuta nel vederlo sulla spiaggia in costume da bagno.
McCrea dovette l’inizio della sua fortuna all'interesse dell'attrice Marion Davies e nel magnate del giornalismo William Randolph Hearst, allora compagno della Davies, che lo videro recitare in ruoli minori in film muti. McCrea sottoscrisse dapprima un contratto con la casa di produzione dei due e successivamente approdò alla Warner Bros., dove fu protagonista di molti film di successo, dal genere romantico a quello poliziesco sino al western, diventando un divo dello schermo e lavorando a ritmi frenetici soprattutto durante gli anni trenta e fino all'immediato dopoguerra.
Tra i migliori film da lui interpretati sono da ricordare Ambizione (1936) di Howard Hawks, La via dei giganti (1939) di Cecil B. DeMille, Il prigioniero di Amsterdam (1940) di Alfred Hitchcock. Affiancò dive quali Barbara Stanwyck in L'ultima carta (1934) di Archie Mayo, Veronica Lake ne I dimenticati (1941) e Claudette Colbert in Ritrovarsi (1942), commedie dirette entrambe da Preston Sturges.
Tornò di nuovo a fianco della Lake nel 1947 in La donna di fuoco, per poi interpretare negli anni della maturità alcuni western di grande successo come Gli amanti della città sepolta (1949) di Raoul Walsh (insolito remake di Una pallottola per Roy, diretto otto anni prima dallo stesso regista), Stars in My Crown (1950), Wichita (1955) e Il paradiso dei fuorilegge (1955).
Dalla metà degli anni cinquanta McCrea partecipò a film minori. Resta comunque degna di menzione la sua interpretazione del romantico ex sceriffo Steve nel crepuscolare Sfida nell'Alta Sierra (1962) di Sam Peckinpah, dove recitò al fianco di un'altra star del genere western, Randolph Scott.
Con oltre 90 film all'attivo in circa 50 anni di lunga e fortunata carriera, McCrea lavorò sino agli anni settanta, privilegiando ruoli di carattere o semplici camei.
McCrea è stato inserito nelle celebrità della Hollywood Walk of Fame con due stelle intitolate a suo nome, una per la sua attività cinematografica e un'altra per quella radiofonica.

### Vita privata
McCrea si sposò nel 1933 con la collega Frances Dee da cui ebbe tre figli; uno di loro, Jody, fu a sua volta attore.
Coi proventi della sua carriera acquistò un ranch in California che lo rese multimilionario; cedette poi i terreni a una società petrolifera.
L'attore sostenne la raccolta di fondi per il politico repubblicano Pete Wilson, candidato alla carica di governatore nel 1990, alcune settimane prima di morire a seguito di una broncopolmonite.

## Filmografia

### Cinema
- Il torrente (Torrent) regia di (non accreditato) Monta Bell - controfigura (1926)
- Giovinezza prepotente (The Fair Co-Ed), regia di Sam Wood (1927) (non accreditato)
- The Enemy, regia di Fred Niblo (1927) (non accreditato)
- The Five O'Clock Girl, regia di Robert Z. Leonard (1928)
- Dead Man's Curve, regia di Richard Rosson (1928)
- Freedom of the Press, regia di George Melford (1928)
- The Jazz Age, regia di Lynn Shores (1929)
- Trafalgar (The Divine Lady), regia di Frank Lloyd (1929) (non accreditato)
- The Single Standard, regia di John S. Robertson (1929) (non accreditato)
- The Thirteenth Chair, regia di Tod Browning - scene cancellate (1929)
- Fatemi la corte (So This Is College), regia di Sam Wood (1929) (non accreditato)
- Dinamite (Dynamite), regia di Cecil B. DeMille (1929)
- Un dramma nell'Alaska (The Silver Horde), regia di George Archainbaud (1930)
- Lightnin', regia di Henry King (1930)
- Once a Sinner, regia di Guthrie McClintic (1931)
- Kept Husbands, regia di Lloyd Bacon (1931)
- Passione di mamma (Born to Love), regia di Paul L. Stein (1931)
- The Common Law, regia di Paul L. Stein (1931)
- Ragazze per la città (Girls About Town), regia di George Cukor (1931)
- Business and Pleasure, regia di David Butler (1932)
- L'ultima squadriglia (The Lost Squadron) di George Archainbaud (1932)
- Luana, la vergine sacra (Bird of Paradise), regia di King Vidor (1932)
- Pericolosa partita (The Most Dangerous Game), regia di Irving Pichel e Ernest B. Schoedsack (1932)
- The Sport Parade, regia di Dudley Murphy (1932)
- Labbra proibite (Rockabye), regia di George Cukor (1932)
- The Silver Cord, regia di John Cromwell (1933)
- Letto di rose (Bed of Roses), regia di Gregory La Cava (1933)
- One Man's Journey, regia di John S. Robertson (1933)
- Chance at Heaven, regia di William A. Seiter (1933)
- L'ultima carta (Gambling Lady), regia di Archie Mayo (1934)
- Half a Sinner, regia di Kurt Neumann (1934)
- La ragazza più ricca del mondo (The Richest Girl in the World), regia di William A. Seiter (1934)
- Mondi privati (Private Worlds), regia di Gregory La Cava (1935)
- Un angolo di paradiso (Our Little Girl), regia di John S. Robertson (1935)
- L'avventura di Anna Gray (Woman Wanted), regia di George B. Seitz (1935)
- La costa dei barbari (Barbary Coast), regia di Howard Hawks (1935)
- Splendore (Splendor), regia di Elliott Nugent (1935)
- La calunnia (These Three), regia di William Wyler (1936)
- Due nella folla (Two in a Crowd), regia di Alfred E. Green (1936)
- Adventure in Manhattan, regia di Edward Ludwig (1936)
- Ambizione (Come and Get It), regia di Howard Hawks (1936)
- La canzone del fiume (Banjo on My Knee), regia di John Cromwell (1936)
- La figlia perduta (Internes Can't Take Money), regia di Alfred Santell (1937)
- Tiranna deliziosa (Woman Chases Man), regia di John G. Blystone (1937)
- Strada sbarrata (Dead End), regia di William Wyler (1937)
- Un mondo che sorge (Wells Fargo), regia di Frank Lloyd (1937)
- Three Blind Mice, regia di William A. Seiter (1938)
- Quando donna vuole (Youth Takes a Fling), regia di Archie Mayo (1938)
- La via dei giganti (Union Pacific), regia di Cecil B. DeMille (1939)
- Armonie di gioventù (They Shall Have Music), regia di Archie Mayo (1939)
- Espionage Agent, regia di Lloyd Bacon (1939)
- He Married His Wife, regia di Roy Del Ruth (1940)
- Piccolo porto (Primrose Path), regia di Gregory La Cava (1940)
- Il prigioniero di Amsterdam (Foreign Correspondent), regia di Alfred Hitchcock (1940)
- Reaching for the Sun, regia di William A. Wellman (1941)
- I dimenticati (Sullivan's Travels), regia di Preston Sturges (1941)
- L'ispiratrice (The Great Man's Lady), regia di William A. Wellman (1942)
- Ritrovarsi (The Palm Beach Story), regia di Preston Sturges (1942)
- Molta brigata vita beata (The More the Merrier), regia di George Stevens (1943)
- Buffalo Bill (Buffalo Bill), regia di William A. Wellman (1944)
- The Great Moment, regia di Preston Sturges (1944)
- Il fantasma (The Unseen), regia di Lewis Allen (1945)
- Il virginiano (The Virginian), regia di Stuart Gilmore  (1946)
- La donna di fuoco (Ramrod), regia di André De Toth (1947)
- Il ranch delle tre campane (South of St. Louis), regia di Ray Enright (1949)
- Gli amanti della città sepolta (Colorado Territory), regia di Raoul Walsh (1949)
- La carovana maledetta (The Outriders), regia di Roy Rowland (1950)
- Stars in My Crown, regia di Jacques Tourneur (1950)
- Vagabondo a cavallo (Saddle Tramp), regia di Hugo Fregonese (1950)
- Yvonne la francesina (Frenchie), regia di Louis King (1950)
- I misteri di Hollywood (Hollywood Story), regia di William Castle (1951)
- Il fuggiasco di Santa Fè (Cattle Drive), regia di Kurt Neumann (1951)
- La peccatrice di San Francisco (The San Francisco Story), regia di Robert Parrish (1952)
- Servizio segreto (Rough Shoot), regia di Robert Parrish (1953)
- Il complice segreto (The Lone Hand), regia di George Sherman (1953)
- La fine di un tiranno (Border River), regia di George Sherman (1954)
- Furia nera (Black Horse Canyon), regia di Jesse Hibbs (1954)
- Il paradiso dei fuorilegge (Stranger on Horseback), regia di Jacques Tourneur (1955)
- Wichita, regia di Jacques Tourneur (1955)
- La storia del generale Houston (The First Texan), regia di Byron Haskin (1956)
- Petrolio rosso (The Oklahoman), regia di Francis D. Lyon (1957)
- Schiava degli apaches (Trooper Hook), regia di Charles Marquis Warren (1957)
- L'uomo della legge (Gunsight Ridge), regia di Francis D. Lyon (1957)
- I pionieri del West (The Tall Stranger), regia di Thomas Carr (1957)
- Cord il bandito (Cattle Empire), regia di Charles Marquis Warren (1958)
- Il forte del massacro (Fort Massacre), regia di Joseph M. Newman (1958)
- Duello alla pistola (The Gunfight at Dodge City), regia di Joseph M. Newman (1959)
- Sfida nell'Alta Sierra (Ride the High Country), regia di Sam Peckinpah (1962)
- The Young Rounders, regia di Casey Tibbs (1966)
- Sioux Nation (1970)
- Guerriero rosso (Cry Blood, Apache), regia di Jack Starrett (1970)
- Mustang Country, regia di John C. Champion (1976)

### Televisione
- Wichita Town – serie TV, 26 episodi (1959-1960)

## Doppiatori italiani
Nelle versioni in italiano delle opere in cui ha recitato, Joel McCrea è stato doppiato da:
- Emilio Cigoli in Armonie di gioventù, Buffalo Bill (1º ridoppiaggio), La donna di fuoco, Gli amanti della città sepolta, Il fuggiasco di Santa Fè, Furia nera, La storia del generale Houston, Petrolio rosso, Schiava degli apaches, Il forte del massacro, Duello alla pistola, Sfida nell'Alta Sierra
- Giulio Panicali in Ambizione, Un mondo che sorge, I dimenticati, Il virginiano, Vagabondo a cavallo, I misteri di Hollywood, Il complice segreto, La fine di un tiranno
- Gualtiero De Angelis in La via dei giganti, Il prigioniero di Amsterdam, Ritrovarsi, Buffalo Bill, Cord il bandito
- Pierangelo Civera in La calunnia (ridoppiaggio),[2] Ambizione (ridoppiaggio)
- Carlo D'Angelo in Strada sbarrata
- Augusto Marcacci in Piccolo porto
- Mario Pisu in Wichita
- Sergio Rossi in Il ranch delle tre campane (ridoppiaggio)[3]
- Pino Colizzi in La costa dei barbari (ridoppiaggio)[4]
- Sandro Iovino in Molta brigata vita beata (ridoppiaggio)[5]
- Renzo Stacchi in Buffalo Bill  (2º ridoppiaggio)
- Mimmo Palmara in Il virginiano (ridoppiaggio 1989)
- Massimo Lodolo in Il virginiano (ridoppiaggio 2003)
- Roberto Certomà in Luana, la vergine sacra (ridoppiaggio)[6]